# Alexandrow-Kalinin AK-1
Die Alexandrow-Kalinin AK-1 (russisch Александров-Калинин АК-1) mit dem Beinamen Lettischer Schütze (Латышский стрелок) war das erste in der Sowjetunion gebaute und eingesetzte Verkehrsflugzeug. Es gab jedoch nur ein Exemplar.

## Geschichte
Die Entwicklung der AK-1 erfolgte auf Forderung des wissenschaftlichen Komitees der Luftstreitkräfte und der Hauptverwaltung der Luftflotte, die auch die finanziellen Mittel bereitstellten. Man erhoffte sich durch den Typen Erkenntnisse über die Verwendung von Tragflächen mit dickem Profil in der Praxis und somit die Bestätigung vorangegangener Berechnungsverfahren zu erhalten. Um für die Zukunft Maßstäbe im sowjetischen Passagierflugzeugbau festzulegen, wurden die Projektierungsarbeiten genauestens durchgeführt, die verwendeten Materialien wurden umfangreichen Versuchen unterzogen und die Ergebnisse analysiert. Zu diesem Zweck wurde der Bau auch im ZAGI, dem wissenschaftlichen Versuchszentrum der Luftfahrt, durchgeführt.
Hauptverantwortlich für die Konstruktion zeichnete Wladimir Alexandrow. Die Berechnungen führte Wladimir Kalinin zusammen mit Alexei Tscherjomuchin durch.
Die Bauphase dauerte von April bis November 1923 und erfolgte im Werk GAS Nr. 5 „Samoljot“ (Flugzeug). Der Erstflug erfolgte im Februar 1924, die eigentliche Flugerprobung begann am 8. März und wurde von ZAGI-Testpilot Apollinari Tomaschewski durchgeführt. Nach deren erfolgreichen Abschluss Mitte Juni erhielt die AK-1 ihre Zulassung als R–RDAX für luftverkehrsspezifische Aufgaben und eröffnete im Dienst der Dobrolet am 15. Juli 1924 die Fluglinie Moskau–Kasan. Dort absolvierte sie 23 Flüge und legte dabei mehr als 11.000 Kilometer zurück.
Zu einiger Berühmtheit gelangte der Typ, als er zusammen mit fünf anderen sowjetischen Maschinen einen Fernflug von Moskau nach Peking über eine Entfernung von 7000 km bewältigte. Dieser Fernost-Flug durch Tomaschewski mit dem Mechaniker Kamischef fand vom 10. Juni bis zum 17. Juli 1925 statt und wurde in mehreren Zwischenetappen absolviert. Die AK-1 erhielt dafür einen zusätzlichen 100-Liter-Kraftstoffbehälter.
Am 16. August 1925 streifte die AK-1 beim Start einen Baum und stürzte ab.

## Technischer Aufbau
Die Zelle der AK-1 bestand aus einem Holzgerüst mit Stoffbespannung, im Bereich des Motors aus Stahlrohren mit Sperrholzbeplankung.
Der in Hochdeckerbauweise angebrachte abgestrebte Tragflügel besaß einen trapezförmigen Grundriss mit Göttingen-Profil 436 am Anfang und 428 am Ende und an den Strebenbefestigungspunkten eine Dicke von zwölf Prozent. Holme und Spanten bestanden aus Holz mit Leinenbespannung. Die Streben waren aus Koltschug-Aluminium. Die beiden Kraftstofftanks befanden sich über und hinter der Passagierkabine.
Das Fahrwerk bestand aus zwei durch eine Achse verbundenen Haupträdern mit Gummifederung und einem Hecksporn aus Holz; es war starr und nicht einziehbar. Während der Flugerprobung wurden die Räder durch Kufen ersetzt.
Die Passagierkabine war komfortabel ausgekleidet und beherbergte sogar ein Plüschsofa und Vorhänge an den Fenstern.

## Technische Daten

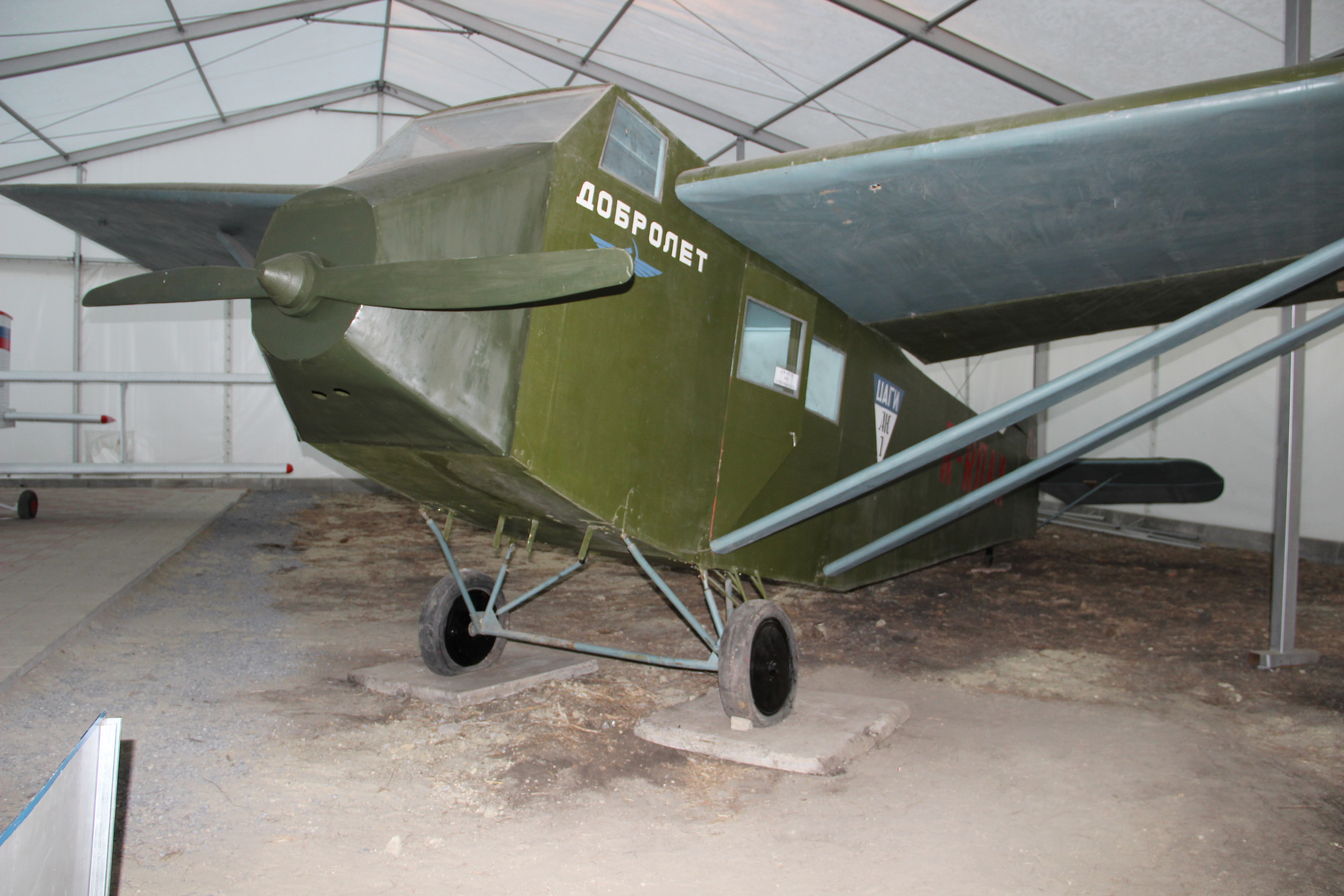
Nachbau der AK-1 im Museum der Zivilluftfahrt in Uljanowsk

| Kenngröße             | Daten                                                   |
| --------------------- | ------------------------------------------------------- |
| Konstrukteure         | Alexandrow / Kalinin                                    |
| Besatzung             | 1–2                                                     |
| Passagiere            | 2–3                                                     |
| Länge                 | 10,75 m                                                 |
| Spannweite            | 14,94 m (Querruder 4,20 m)                              |
| Höhe                  | 3,1 m                                                   |
| Flügelfläche          | 37,0 m²                                                 |
| Flügelstreckung       | 6,0                                                     |
| Flächenbelastung      | 45,5 kg/m²                                              |
| Leistungsbelastung    | 9,9 kg/PS                                               |
| Leermasse             | 1145 kg                                                 |
| Zuladung              | 540 kg                                                  |
| Startmasse            | 1685 kg                                                 |
| Triebwerk             | ein flüssigkeitsgekühlter 9-Zylinder-Sternmotor Salmson |
| Startleistung         | 125 kW (170 PS)                                         |
| Höchstgeschwindigkeit | 147 km/h                                                |
| Reisegeschwindigkeit  | 130 km/h                                                |
| Steigleistung         | 1,0 m/s                                                 |
| Dienstgipfelhöhe      | 2200 m                                                  |
| Reichweite            | 500 km                                                  |
| Start-/Landestrecke   | 90 m / 120 m                                            |